# 山打根死亡行軍

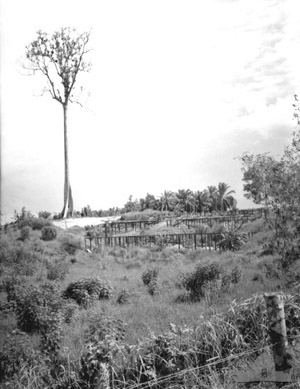
1945年10月24日的山打根戰俘營，這是幾個月前被撤退的日本軍隊摧毀的。在第1號營區（如圖所示），後來發現了包含300名澳大利亞和英國戰俘屍體的墳墓。人們相信他們是第二次行軍後留在營地的人。每個墳墓都包含幾具屍體，有些甚至多達10具。

山打根死亡行軍是太平洋戰爭期間，在婆羅洲從山打根到蘭瑙的一系列強迫行軍，導致了2,434名盟軍戰俘在北婆羅洲山打根戰俘營被大日本帝國囚禁期間死亡。戰爭結束時，在山打根和蘭瑙被關押的所有戰俘中，只有六名澳大利亞人倖存並逃脫。這被廣泛認為是澳大利亞軍人在第二次世界大戰中遭受的最嚴重暴行。

## 背景

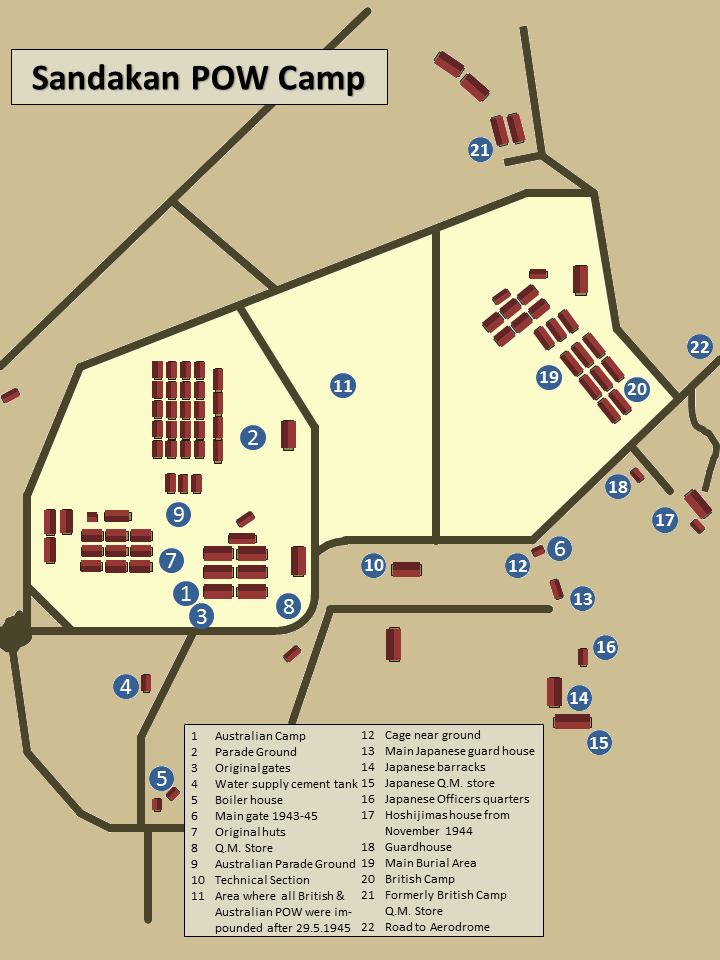
山打根戰俘營佈局。

1942年和1943年，被俘於1942年2月新加坡戰役的澳大利亞和英國戰俘被運送到北婆羅洲的山打根，建造了一個軍用飛機跑道和戰俘營（沙巴）。就像在緬甸鐵路上一樣，戰俘被迫在槍口下工作，經常受到毆打，同時食物和醫療護理非常少。1943年8月，為了通過去除任何指揮官來控制入伍士兵，大多數軍官級戰俘被移至古晉的Batu Lintang戰俘營。在軍官被移除後，剩餘戰俘的狀況急劇惡化。口糧進一步減少，病人也被迫在飛機跑道上工作。建設完成後，戰俘最初仍留在營地。1945年1月，約有1,900名戰俘仍然存活，前進的盟軍成功地轟炸並摧毀了飛機場。在這個時候，盟軍登陸即將到來，營地指揮官星島進一步決定將剩餘的戰俘西移到距離約260公里（160英里）的蘭瑙山區城鎮。他聲稱這是37軍的指揮官馬佐光男中將的命令。該前軍用飛機跑道現在被稱為山打根機場，為山打根市提供服務。

## 事件

### 第一次行軍
1945年1月至3月之間發生的第一階段行軍跨越廣闊的濕地、茂密的叢林，然後沿著金寶山東坡行進。日軍挑選了470名被認為足夠健康的戰俘，他們被命令攜帶行李和供應品，以供陪日軍將戰俘遷移至西海岸。這些戰俘大部分均患有嚴重疾病或營養不良，最初行軍之目的地為傑索頓（哥打基納巴魯）。儘管需時九天，但日軍只發放了足夠四天的口糧。就像巴丹死亡行軍一樣，任何身體不適或倒下的戰俘都被殺害或被扔在路邊死去。當抵達蘭瑙時，倖存者被命令建造臨時營地。正如一位歷史學家後來評論的那樣：“那些倖存下來的...被趕進不衛生且擁擠的小屋中，然後死於痢疾。到6月26日，只有五名澳大利亞人和一名英國士兵仍然活著。”

### 第二次行軍
第二次行軍於1945年5月29日開始，約有536名戰俘參與。新任的山打根營指揮官高橋卓夫上尉下令將戰俘分成約50人一組，由陪同的日軍向蘭瑙行軍。這次行軍持續了26天，戰俘待遇相較於第一次行軍更為惡劣，提供的口糧更少，戰俘經常挨餓。山打根營的1號營區被日軍摧毀，以試圖抹去其存在的任何證據。這次行軍只有183名戰俘成功抵達蘭瑙。當戰俘於1945年6月24日抵達時，只有六名參加第一次行軍的戰俘還活著。

### 最後的行軍

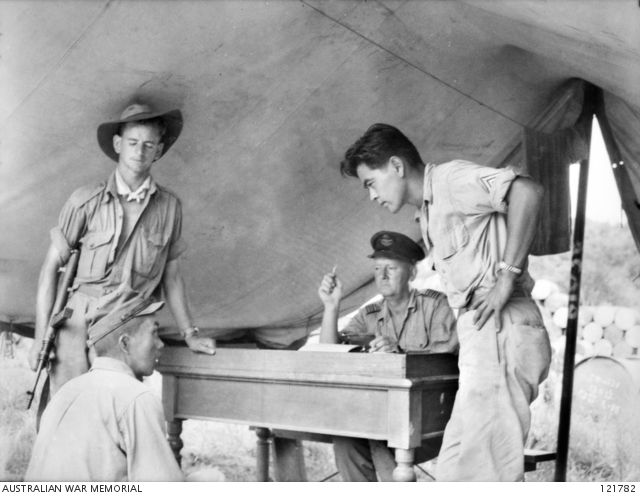
1945年10月26日，山打根的宪兵队（日本軍警察）的保安官細谷直次（左，坐著）被Squadron Leader F. G. Birchall（右二）的失蹤服役人員組和Allied Translator and Interpreter Section的Mamo中士（右）詢問。細谷承認射殺了兩名澳大利亞戰俘和五名中國平民。攝影師：Frank Burke。

戰俘於1945年5月離開後，大約還有250人留在山打根。大多數戰俘病情嚴重，以至於日本人最初打算餓死戰俘，飢餓迫使許多戰俘在森林中覓食。然而，1945年6月9日日軍決定再派遣另外75名戰俘進行最後的行軍。這群戰俘狀態過於虛弱，最終沒人走出50km。當戰俘因疲憊而倒下時，日軍便將其射殺。在1945年8月15日日本投降之前，所有留在山打根的戰俘要麼被殺害，要麼死於饑餓或疾病。許多日本士兵也死於饑餓，甚至有些人為了保持他們的戰鬥力而食人。

## 金魚行動
金魚行動是一項計劃中的救援行動，旨在拯救山打根營中的戰俘，但在1945年初被放棄。據稱該行動被不准確的情報所拖累。 由於該行動機密性極高，所以具體細節尚不清楚，但據稱該行動計劃將澳大利亞傘兵空投到戰俘營附近撤離戰俘。
對於取消該行動之具體日期暫無具體記錄，儘管Agas 1小組被重新指派進行該任務，原因是“收到有關戰俘的信息”，這將放棄該行動的時間定在了4月16日至19日左右。 Agas小組的任务一直持续到6月初，他們调查营地並编制报告，其中，高特切斯特少校请求根据证据行事的建议，但没有得到回应。Agas小組隨後錯誤地報告稱營地已無戰俘，這導致行動正式結束。
關於該行動是否可行存在爭議。1945年5月Agas小組製作的報告認為，由於蘭瑙機場被破壞，通過空軍帶回戰俘是不可行的。考慮到戰俘身體狀態非常糟糕，通過陸地撤離至潛艇也被迅速放棄。 澳大利亞傘兵和皇家海軍陸戰隊本已準備好進行這項行動，並準備根據Agas小組的最新信息進行，但從未收到過該情報。
一旦收到營地死亡人數的完整報告，有關該行動失敗的責任成為爭議的焦點。在監視完成之前取消該行動的決定是由澳大利亞軍方做出的。

## 後續影響

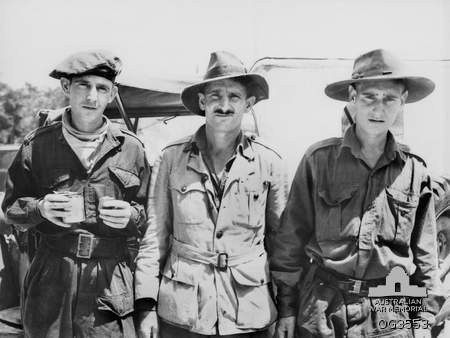
納爾遜·肖特、威廉·H·斯蒂普維奇和基思·博特里爾；是2,700名死亡行軍戰俘中僅剩的六名澳大利亞倖存者中的三位。

由於缺乏食物和受到殘酷對待，到7月底，拉瑙僅剩38名俘虜存活。他們都因為過度虛弱無法工作，因此日軍下令將所有剩餘倖存者射殺。 據估計，在日本佔領的三年間，北婆羅洲約有16%的人口被殺害。
最終只有六名澳大利亞軍人成功逃脫。在第二次行軍期間，炮手歐文·坎貝爾和炸彈兵理查德·布雷思韋特成功逃入叢林，得到了當地人的幫助，最終被盟軍救出。在7月，士兵納爾遜·肖特、准尉威廉·斯蒂普維奇、士兵基思·博特里爾和炸彈兵威廉·莫克瑪姆成功從拉瑙逃脫，當地人為他們提供食物並將他們藏匿起來，直至戰爭結束。
在六名倖存者中，只有四人（斯蒂普維奇、博特里爾、肖特和坎貝爾）在東京和拉包爾的各種戰爭罪行審判中作證。世界因此得以聽到目擊者對罪行和暴行的描述。船長星島進因戰爭罪行被判有罪，於1946年4月6日被絞死。 副指揮官高久和及其第二指揮官渡邊玄三也因殺害戰俘而被判有罪，分別於1946年4月6日和1946年3月16日被絞死和槍決。

## 紀念活動
1948年，澳大利亞記者科林·辛普森訪問了英屬北婆羅洲，重新走了一遍山打根死亡行軍的路線，並為澳大利亞廣播委員會的《澳大利亞漫遊》節目記錄了六名倖存者的回憶錄。該劇本後來以《來自婆羅洲的六人》（1948年）出版。

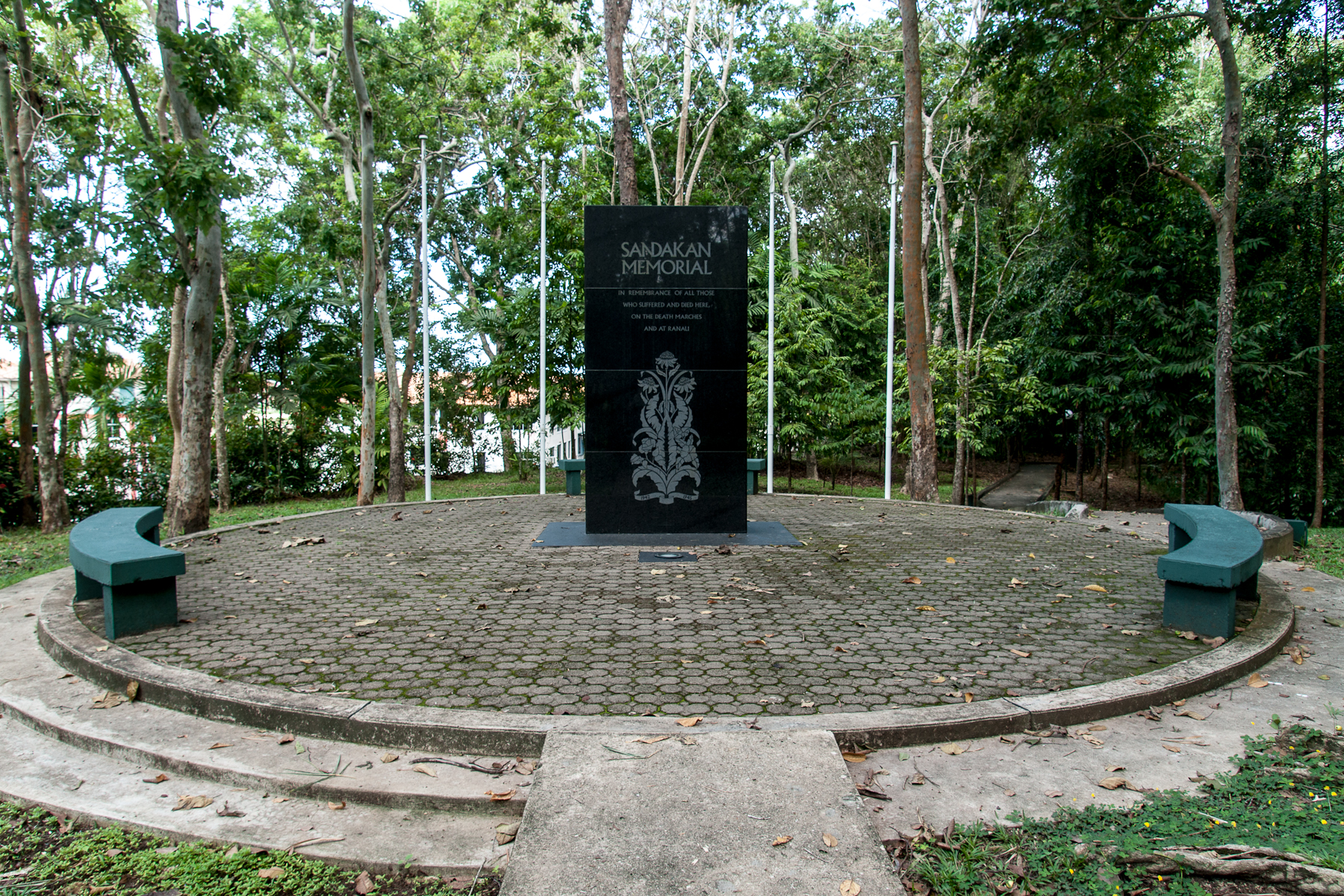
山打根紀念公園今日矗立在原]戰俘營遺址上。

1962年，當局在沙巴昆達山建造了一個昆達山戰爭紀念館，以紀念在山打根和拉瑙犧牲的人們。
2004年，山打根死亡行軍被改編成安魂曲《山打根輓歌》——輓歌是一種悼念亡者的哀歌。這部安魂曲由澳大利亞作曲家喬納森·米爾斯創作，其父親曾於1942-43年在山打根被囚。
2011年，西澳大利亞的圖迪亞區高中（Toodyay District High School）九年級和十年級的戲劇學生在圖迪亞社區，包括圖迪亞社區電台、圖迪亞郡和圖迪亞退伍軍人協會的幫助下，重新改編了1947年澳大利亞廣播公司（ABC）原創的《來自婆羅洲的六人》廣播劇。2011年9月9日，ABC電台（西澳大利亞珀斯720）首次播放了1947年原錄音的音頻片段，以及重新錄製的音頻片段。該廣播劇計劃於2011年底在圖迪亞社區電台播出，並提供給澳大利亞各地的其他社區電台。重新錄製的副本已提交給澳大利亞國家電影和聲音檔案館以及西澳大利亞珀斯的ABC圖書館。
2012年至2014年，西澳大利亞州長安扎克學生團的學生參觀了山打根、拉瑙以及死亡行軍路線上的各個重要地點，了解所犯下的暴行，並提高人們（特別是年輕人）對二戰期間澳大利亞戰俘在東南亞經歷的認識。
2014年7月8日，日本首相安倍晉三在對澳大利亞議會的演講中提到了山打根。這是日本領導人首次在澳大利亞議會演講。

## 來源
1. ↑  Digger History （页面存档备份，存于） Sandakan Death March: Japanese Inhumanity
2. ↑  Southernwood, Ross. . The Sydney Morning Herald. 25 November 2012  [2024-06-11]. （原始内容存档于2017-09-25）.
3. ↑  Fuller, Thomas; Tribune, International Herald. . The New York Times. 23 March 1999  [2024-06-11]. （原始内容存档于2024-06-11）.
4. ↑  The Marches 的存檔，存档日期15 March 2017. Australia's War, 1939–1945
5. ↑  Sandakan Death March 的存檔，存档日期1 January 2007.
6. ↑  Laden, Fevered, Starved 的存檔，存档日期17 December 2006. Sandakan POW Camp, 1942–1944
7. 1 2  Dick Braithwaite; Yun-Lok Lee.  (PDF) –ResearchGate.
8. 1 2 3 4  Silver, Lynette Ramsay, 1945-.  3rd rev. Burra Creek, 新南威爾斯: Sally Milner Pub. 1999. ISBN 1863512454. OCLC 222609786 （英语）.
9. 1 2  Ham, Paul. . North Sydney, N.S.W.: Random House Australia. 2012. ISBN 9781864711400. OCLC 782131733.
10. ↑  Remembering Sandakan: 1945–1999 的存檔，存档日期14 July 2009. "船長星島進（Hoshijima Susumi）從他對戰爭罪行調查文件的了解中透露，最後一批戰俘於1945年8月27日在拉瑙被殺害，這遠在日本投降之後。毫無疑問，他們是為了防止他們作證指控守衛所犯下的暴行而被殺害的。"
11. ↑  . Australian War Memorial.   [14 August 2013]. （原始内容存档于2009-01-08）.
12. ↑  Six from Borneo : documentary drama of the death marches by Colin Simpson （页面存档备份，存于）, Australian Broadcasting Commission, 1948. Retrieved 24 March 2022.
13. ↑  Sabah Tourism Board. . Sabahtourism.com.   [14 August 2013]. （原始内容存档于16 August 2013）. 已忽略未知参数|df= (帮助)
14. ↑  .   [2010-01-02]. （原始内容存档于1 February 2010）. 已忽略未知参数|df= (帮助)
15. ↑  Prime Minister of Japan and his cabinet webpage Remarks By Prime Minister Abe to the Australian Parliament Tuesday, 8 July 2014 （页面存档备份，存于） Retrieved 8 March 2015
16. ↑  The Australian Shinzo Abe's 'Sincere condolences' for Kokoda and Sandakan 9 July 2015 Retrieved 8 March 2015
17. ↑  Sydney Morning Herald Shinzo Abe's condolences for those lost at Sandakan: a horror from the past, a moment to stop time 9 July 2014 （页面存档备份，存于） Retrieved 8 March 2015
18. ↑  Hansard ADDRESS BY THE PRIME MINISTER OF JAPAN Tuesday 8 July 2014 （页面存档备份，存于） Retrieved 8 March 2015